# 9781 Jubjubbird
9781 Jubjubbird eller 1994 UB1 är en asteroid i huvudbältet som upptäcktes den 31 oktober 1994 av de båda japanska astronomerna Takeshi Urata och Yoshisada Shimizu vid Nachi-Katsuura-observatoriet. Den är uppkallad efter karaktären Jubjubbird i Jabberwocky av Lewis Carroll.